# Hypericum glandulosum
Hypericum glandulosum é uma espécie de planta com flor pertencente à família Hypericaceae. 
A autoridade científica da espécie é Aiton, tendo sido publicada em Hortus Kew. (W. Aiton) 3: 107. 1789.

## Portugal
Trata-se de uma espécie presente no território português, nomeadamente no Arquipélago da Madeira.
Em termos de naturalidade é endémica da Região Macaronésia.

## Protecção
Não se encontra protegida por legislação portuguesa ou da Comunidade Europeia.